# Рюшонне, Луи
Луи́ Рюшонне́ (фр. Antoine Louis John Ruchonnet, 28 апреля 1834 года — 14 сентября 1893 года) — швейцарский государственный деятель.

## Биография
Был адвокатом в кантоне Во; выбранный в Большой совет кантона, примкнул к радикально-демократической партии и вскоре стал её вождём. В 1866 г. Р. был выбран членом швейцарского национального совета и дважды был его президентом, хотя по своим убеждениям являлся федералистом и противником централизации. В 1881 г. Р. стал членом швейцарского союзного совета и дважды был избираем президентом Союза, на 1883 и 1890 гг. Ср. Rossel, «Louis Ruchonnet» (Лозанна, 1893).
Рюшонне был масоном и являлся членом-основателем ложи «Свобода» в Лозанне, которая носила № 21 и находилась под юрисдикцией Великой швейцарской ложи Альпина. 11 сентября 1871 года он был избран первым досточтимым мастером ложи «Свобода» № 21.